# Куйган (Курчумський район)
Куйга́н (каз. Құйған) — село у складі Курчумського району Східноказахстанської області Казахстану. Адміністративний центр Куйганського сільського округу.
Населення — 589 осіб (2021; 749 у 2009, 1081 у 1999, 1292 у 1989).
Національний склад станом на 1989 рік:
- казахи — 100 %